# La Couture (Vandea)
La Couture è un comune francese di 201 abitanti situato nel dipartimento della Vandea nella regione dei Paesi della Loira.

## Società

### Evoluzione demografica
Abitanti censiti